# Сеньория Гронинген
Сеньория Гронинген — вассальное государственное образование, существовавшее в 1536—1594 годах на территории современной нидерландской провинции Гронинген.

## История
Город Гронинген получил независимость от Утрехтского епископа ещё в XII веке, окружающая же его сельская местность, известная как Оммеланды, вообще никогда не имела над собой феодальных властителей.
В ходе Гельдернской войны после состоявшейся в 1536 году битвы при Гейлигерлее контроль над Гронингеном и Оммеландами перешёл к императору Карлу V Габсбургу, который формально объединил их в единое феодальное владение, управляемое штатгальтером, однако с сохранением древних привилегий.
Согласно Прагматической санкции 1549 года, сеньория стала частью Бургундского округа и вошла в состав Семнадцати Нидерландских провинций.
В 1579 году началась Нидерландская революция, и сеньория присоединилась к Утрехтской унии, однако это было больше желание жителей сельских Оммеландов, чем гронингенских горожан. Этим воспользовался испанский штатгальтер Жорж де Лален (граф Реннебург), и в марте 1580 года город Гронинген покинул унию, и вернулся под власть испанского короля, став самым северным испанским бастионом в ходе Восьмидесятилетней войны. Повстанцы не могли этого так оставить, и вели постепенное контрнаступление, и в 1594 году состоялось возвращение Гронингена.
После этого сеньория была расформирована, но город и окружающая местность остались в рамках единого административного образования, получившего название Стад-эн-Ланде («Город и Территория»).